# 综合考试
综合考试，通常缩写为comps，是高等教育中是一种特定类型的考试，某些学科和课程的研究生和某些机构和部门的本科生必须完成。与期末考试不同，综合考试与任何特定课程无关，而是测试一个或多个一般学习领域的知识。
研究生综合考试有时也称为初步考试（prelims）、综合考试（generals）、资格考试（quals）或主要领域考试。如果这些考试以口试形式进行，则可能被通俗地称为“口试”。综合考试通常在学生完成必修课程之后开始撰写论文之前进行。有时，学生必须成功通过综合考试才能被视为博士候选人。
综合考试的形式和一般要求因院系、所申请学位、大学和国家而异，但通常会测试学生对本学科领域和两个或多个相关领域的了解，并可用于确定考生是否有资格继续学习。在研究生阶段，综合考试的目的是确保学生对其研究领域足够熟悉，以便做出原创贡献。
此类考试没有标准定义，有些大学几乎没有考试，而其他大学的考试过程则相当严格。因此，考试有多种形式，包括仅持续几个小时的非正式会议、对学术档案的严格审查、提交可能需要几个小时或几个月才能完成的学术论文，或一系列需要几个小时到一个星期的监考考试。
综合考试制度主要用于美国和加拿大的高等教育。

## 本科生
美国的一些学院或大学要求本科生通过综合考试才能获得学位，例如瓦巴什学院、凯尼恩学院、贝瑟尼学院、美国天主教大学、爱荷华大学、玛丽维尔学院、西方学院、里德学院、南方大学、埃克德学院、米尔萨普斯学院、厄勒姆学院、汉诺威学院、罗斯蒙特学院、圣安瑟姆学院、希默学院、惠特曼学院和达拉斯大学。里德学院的学生还必须“合格”才能开始论文写作过程。

## 研究生
在完成博士课程的过程中，获得硕士学位也可能需要参加综合考试。在这种情况下，学生可能会参加口试和/或现场考试，以便在其领域获得硕士学位，并晋升为博士候选人。通常，一项考试将对学生进行理论考查，而另一项考试将展示他们在课程中所选子领域（或主要领域）的能力或专业知识。这也允许不想继续攻读博士学位的在读学生提前离开博士项目，并获得该专业的硕士学位。
在大多数博士课程中，学生必须在博士课程的第一年或第二年就其研究主题参加一系列书面考试。这些考试通常以通过/不通过为基础，希望继续攻读博士学位的研究生必须通过最低数量的考试。通过最低数量的考试后，即视为满足学位要求，进而开始撰写博士论文。在某些领域，例如历史学，学生必须通过综合考试才能提交论文提案。
综合考试通常包括笔试或口试，但有些课程同时要求两者。在一些课程中，会采取笔试，然后根据成绩，决定学生是否需要继续参加口试。综合考试通常基于学生及其委员会商定的阅读清单，该清单由学生的主要导师和几位顾问组成，这些顾问通常是大学教授，但不一定来自同一学院。阅读清单可能包含数十本或数百本书和其他作品。
准备综合考试通常既紧张又耗时。如果通过这些考试，学生可以开始博士研究，并晋升为博士候选人。如果考试不及格，通常会学生会离开课程，或在一段时间后重新参加考试。第二次不及格通常会导致学生被研究生课程开除，但第二次考试相对第一次考试的进步，也可能允许第三次，即最后一次考试。有些学校不允许学生继续攻读博士学位，但允许学生在没有完成论文的情况下获得硕士学位。
在美国的一些研究生课程中，特别是在自然科学领域，大多数学生在开始攻读博士学位时都没有硕士学位，而成功毕业的学生将在攻读博士学位期间获得博士学位，而无需获得硕士学位。在这些课程中，第二次尝试时未通过“综合”或“初试”的学生，通常可以获得硕士学位，但不允许成为博士学位候选人。在一些机构，通过考试并正式被录取为博士生的学生，有资格获得文学硕士或理学硕士学位，但需要提交申请，因此除非学生特别要求，否则不会授予硕士学位。在其他一些机构，在学生通过综合考试后，将被授予除论文外的所有证书。
一些加拿大大学的博士生必须在第二年结束前完成综合考试。那些未能以足够高的分数通过的人通常只能重考一次，第二次不及格通常会导致被开除出该项目。通过的学生被冠以博士候选人的称号。